# Paralonchurus
Paralonchurus és un gènere de peixos de la família dels esciènids i de l'ordre dels perciformes.

## Morfologia
- Cos allargat i arrodonit.
- Dors estret.
- Cap baix i ample.
- Boca gairebé horitzontal.
- Mentó amb tres parells de barbons.
- Llavi superior amb una fenedura.
- Aleta dorsal amb una fenedura profunda.
- Aleta anal petita.[3]

## Distribució geogràfica
Es troba a les aigües tropicals i temperades càlides del Nou Món.

## Taxonomia
- Paralonchurus brasiliensis (Steindachner, 1875)
- Paralonchurus dumerilii (Bocourt, 1869)
- Paralonchurus goodei (Gilbert, 1898)
- Paralonchurus peruanus (Steindachner, 1875)
- Paralonchurus petersii (Bocourt, 1869)
- Paralonchurus rathbuni (Jordan & Bollman, 1890)[4][5][6][7][8][9]